# Rack (interface)
Pour les articles homonymes, voir Rack.
Rack est une couche applicative, de type middleware, fournissant au langage de programmation Ruby une interface de programmation web. 
Rack se situe entre le serveur web et l'application web ; elle fournit une interface simplifiée et universelle à l'application web, permettant à celle-ci de communiquer avec un serveur web quel qu'il soit. Rack fonctionne avec différents types de serveurs web parmi lesquels WEBrick et Mongrel.
De nombreux frameworks Ruby destinés à la programmation d'application web, tels que Ruby on Rails, Sinatra, Merb ou encore Camping, sont basés sur Rack.